# پاسبانی لحن
پاسبانی لحن (همچنین ترول کردن بابت لحن، استدلال بر مبنای لحن، و مغالطهٔ لحن) نوعی مغالطهٔ توسل به شخص (حملهٔ شخصی) و تاکتیکی ضدبحث برای انتقاد از شخص به خاطر بروز دادن احساسش است. پاسبانی لحن به جای اینکه به صحت یا کذب اظهارات بپردازد، در عوض با پرداختن به لحن اظهارات، به جای پیام و محتوای آن، به گوینده حمله می‌کند.
مفهوم پاسبانی لحن در میانهٔ دههٔ ۲۰۱۰ در بین فعالان اجتماعی آمریکا گسترش یافت. وبگاه هرروز فمینیسم با کمیکی که سال ۲۰۱۵ منتشر کرد به اشاعهٔ آن کمک شایانی کرد. بسیاری از فعالان بر این باورند که پاسبانی لحن به طور معمول علیه فمینیست‌ها و مخالفانِ نژادپرستی به کار گرفته می‌شود و به جای اینکه به اصل حرف‌هایشان بپردازند، علیهٔ لحن و نحوهٔ بیان مطالب توسط ایشان انتقاد می‌کنند.
یک نویسنده پاسبانی لحن را اینطور تعریف کرده که یک نفر (معمولاً فردی که از مزیت‌ها برخوردار است) حین گفتگو یا موقعیت دربارهٔ سرکوبگری، تمرکز بحث را از اصلِ موضوعِ سرکوبگری به نحوهٔ بحث کردن تغییر می‌دهد. پاسبانی لحن آسایش افراد فرادست و صاحب مزایا را به سرکوب شدن افراد فرودست در اولویت قرار می‌دهد.

## یادداشت
1. ↑  Everyday Feminism